# Ибрагим ибн Якуб
Ибрахим ибн Йакуб ал-Исра’или ат-Тартуши (Ибрагим ибн Якуб, араб. إبراهيم بن يعقوب‎, Ibrâhîm ibn Ya'qûb al-Ṭarṭûshi or al-Ṭurṭûshî; ивр. אברהם בן יעקב‎, Авраам бен Яков; ок. 912, Тортоса — 966) — арабоязычный еврейский путешественник из мусульманской Испании; автор путевых записок. Рассказ Ибрахима о славянах — наиболее полное из сохранившихся в восточной географической литературе описаний Западной и Центральной Европы. Труды Ибрахима не сохранились, однако известны цитаты из них у других авторов.

## Жизнеописание
Еврей по происхождению, долго жил в испанской Тортосе, находился в тесном контакте с халифами арабского двора в Испании. В 965/966 году прибыл в составе преследовавшего политические и торговые цели посольства халифа ко двору Оттона I в Магдебург, посетил полабские славянские земли (двор князя Накона в области ободритов), затем двинулся через территорию лужицких сербов в Прагу.
Поскольку неизвестны цели совершённых Ибрагимом путешествий, то предполагают, что Ибрагим был торговцем лошадьми или рабами; не исключено также, что он совершал разведку для халифата Омейядов в Испании, в ввиду потенциального получения информации от евреев Европы.
После возвращения Ибрагим составил описание своего путешествия. Заметки Ибрагима сохранились только в отрывках в составе трудов более поздних авторов. Так, его описания земель западных славян, упоминания о русах, хазарах, печенегах, сведения о Германии, Франции, Испании сохранились в составе «Книги путей и государств» ал-Бакри (XI в.), сочинений ал-Узри (XI в.), ал-Казвини (XIII в.), ал-Химйари (XV в.)
Последнее издание сведений Ибрагима, изложенных у аль-Бакри в составе его «Книги путей и государств» (1068), было найдено в 1875 году Шарлем Шефером. Текст Ибрагима из этого сочинения извлёк лейденский ориенталист де Гуйе, затем в 1878 году Виктор Розен и Арист Куник опубликовали этот текст и комментарий к нему на русском языке.
Его краткий, умело составленный очерк о славянах — ценный источник для истории славян вообще и западных в частности. В 13 милях от Нейберга, близ Титмара, он нашёл «еврейскую солеварню» — вероятно, в Дюрренбергене на Заале. Говоря о королевстве Болеслава Богемского, Ибрагим упоминает еврейских купцов, приезжавших туда вместе с мусульманскими купцами из Венгрии. Записки путешественника представляют большой интерес для изучения экономической деятельности евреев в X веке.

## Идентификация
До конца первой трети XX века существовала версия о двух одноимённых путешественниках в Германию, однако подробное изучение текста показало её ошибочность.
Личность Ибрахима Ибн Йа’куба долгое время была объектом научной дискуссии. В конце XIX в., когда известны были лишь трактаты ал-Бакри и ал-Казвини, в первом из которых путешественник назывался Ибрахимом Ибн Йа’кубом, а во втором — Ибрахимом Ибн Ахмадом ат-Туртуши, отнесение всех фрагментов к одному человеку не было очевидным. В Ибрахиме Ибн Йа’кубе следует видеть иудея, тогда как Ибрахим Ибн Ахмад — скорее всего, мусульманин. Долгое время Г. Якоб, посвятивший Ибрахиму ряд работ, настаивал на том, что путешественников было двое, причём они входили в состав посольства к германскому королю Оттону I Великому из Северной Африки или разных посольств из Северной Африки и Андалусии. Ситуация прояснилась только в конце 30-х гг. XX в., когда были обнаружены некоторые новые материалы. В новооткрытой рукописи трактата ал-Бакри Ибрахим именовался Ибрахим Ибн Йа’куб ал-Исра’или ат-Туртуши. Параллельно Э. Леви-Провансаль издал выдержки из географии ал-Химйари, где путешественник фигурировал как Ибрахим Ибн Йусуф, а во французском переводе ошибочно — Ибрахим Ибн Йахйа. Вероятность появления трёх разных Ибрахимов ничтожна, и Т. Ковальский заключил в 1946 г., что Ибрахим, упоминаемый и цитируемый у ал-Бакри, ал-Казвини и ал-Химйари, — одно и то же лицо. Этот вывод подкрепляется и ещё одним источником, который в 1946 г. не был издан, — трактатом ал-'Узри, где приводится фрагмент, восходящий к Ибрахиму Ибн Йа’кубу ал-Исра’или ат-Туртуши. Имя Ибрахим Ибн Йа’куб ал-Исра’или ат-Туртуши ныне общепринято в литературе.

## Издания
- The Geography of al-Andalus and Europe: From the Book «AlMasalik wal-Mamalik» [the Routes and the Countries] by Abu 'Ubayd al-Bakri (d. 487/1094) / Critical edition by Abdurrahman Ali El-Hajji. Beirut, 1968;
- Kitab al-Masalik wa-l-Mamalik d’Abu 'Ubaid al-Bakri / Edition critique avec introduction et indices A. P. Van Leeuween et A. Ferre. Tunis, 1992. Vol. I—II.

## Переводы фрагментов о славянах
- А. Куник, Розен В. Р. Извѣстия ал-Бекри и других авторов о Руси и Славянах (Приложеніе къ XXXII тому записокъ И. Академіи наукъ), Ч. I. — СПб., 1878. — С. 46—54.
- Westberg F. Ibrahim ibn-Ja‘kub’s Reisebericht über die Slawenlände aus dem 965. — SPb., 1898.
- Вестберг Ф. Комментарій на записку Ибрагима Ибн-Якуба о славянахъ. — СПб., 1903. — С. 19—23.
- Kowalski T. Relacja Ibrāhīma ibn Jaʿḳūba z podrózy do Krajów slowiańskich w przekazie al-Bekrīego. — Kraków: Księgarnia Gebethnera i Wolffa, 1946. — 162 с.